# کانویر ایکس-۶
کانویر ایکس-۶ (به انگلیسی: Convair X-6) یک پروژه تحقیقاتی پیشنهاد شده برای ساخت هواپیمای جت هسته‌ای بود. از آن‌جایی که برد یک بمب‌افکن هسته‌ای به خاطر کمبود سوخت محدود نیست، اعتقاد بر این بود که یک بمب‌افکن استراتژیک هسته‌ای می‌تواند هفته‌ها در آسمان بماند. قرار بود در این پروژه از بمب‌افکن بی-۳۶ کانویر به عنوان پیش زمینه برای ساخت هواپیمای جدید استفاده شود، اما پروژه قبل از به اتمام رسیدن ساخت موتورهای اتمی ایکس-۶ به دلیل برخی خطرات و احتمال وقوع یک فاجعه رادیواکتیو در صورت سقوط یکی از این هواپیماها، لغو شد.